# Jacob Derwig
Jacob Derwig (Den Haag, 15 juli 1969) is een Nederlands theater- en filmacteur.

## Theater
Derwig studeerde enige tijd theaterwetenschap aan de Universiteit Utrecht, maar verruilde deze studie voor de Toneelschool Arnhem, waar hij in 1994 afstudeerde. In 1990 was hij een van de oprichters van toneelgroep 't Barre Land. Daarna speelde hij van 1995 tot 1999 bij De Trust, om daarna weer volledig terug te keren naar 't Barre Land. Sinds 2005 was hij vast verbonden aan Toneelgroep Amsterdam. Daar maakte hij in 2012 zijn regiedebuut met Tennessee Williams' Kat op een heet zinken dak, waarvan hij met Kim van Kooten een nieuwe vertaling had gemaakt. In 2012 verliet hij Toneelgroep Amsterdam en sindsdien is hij freelance acteur.
Op 4 mei 2023 speelde Derwig in het Koninklijk Theater Carré de theatervoorstelling Waar wij voor strijden.  De uitvoering stelt antisemitisme aan de kaak, maar werd juist door de antisemitische uitspraken van de hoofdpersoon niet door alle bezoekers goed ontvangen.

## Film en televisie
Derwig begon zijn filmcarrière in 1996 met een rol in de film De jurk van Alex van Warmerdam, met wie hij later nog vaker zou samenwerken bij onder andere een coproductie van De Trust met de Mexicaanse Hond getiteld Adel Blank in 1999 en in de film Grimm. Opmerkelijke televisieseries waren Bij ons in de Jordaan en De Enclave. In 2010 speelde hij een psychotherapeut in het eerste seizoen van de NCRV-televisieserie In therapie. In deze serie speelde zijn vrouw Kim van Kooten de rol van zijn echtgenote. Ook heeft Derwig een gastrol gespeeld in de televisieserie All Stars. In de aflevering 'Paard van Troje' was hij te zien als een met verlof zijnde tbs'er die een keer komt invallen. Ook speelde hij de rol van Tom Poes in de hoorspelserie Bommel naar de verhalen van Marten Toonder, en Bart Asjes in het hoorspel van Het Bureau. In de speelfilm Publieke werken had Derwig de hoofdrol van Christiaan Anijs. In 2017-2020 speelde hij een hoofdrol als Marius Milner in de drie seizoenen van de misdaadserie Klem. Hij was in 2021 minister-president Lourens van Maurik in de vierdelige serie BuZa. Hiernaast speelde Derwig ook in de film De Zitting, waar hij Fabian Ploch speelt samen met zijn vrouw Kim van Kooten (schrijfster Amanda Richter).

### Voice-over
Derwig is sinds 2019 voice-over voor de natuurserie Het echte leven in de dierentuin van de NTR, opgenomen in Ouwehands Dierenpark in Rhenen en Diergaarde Blijdorp in Rotterdam. Hij was ook voice-over voor de documentaireserie De Wasstraat (2021). Derwig verzorgt ook de stem in veel spotjes van de Rijksoverheid op radio en televisie over de coronapandemie.

## Prijzen
In 1998 werd hij genomineerd voor de Louis d'Or voor zijn rol als Hamlet in het gelijknamige toneelstuk. Hij won in 2006 de Arlecchino voor zijn rol in Opening Night. In 2003 won hij het Gouden Kalf voor beste acteur voor zijn rol in Zus & Zo. In 2004 werd de Mary Dresselhuys Prijs aan hem toegekend en op 6 september 2008 kreeg hij uit handen van Pierre Bokma de Paul Steenbergen-penning. In 2011 won hij de Louis d'Or voor zijn rol als Pavel Protassov in Kinderen van de zon en in 2014 nog eens voor de rol van George in Wie is er bang voor Virginia Woolf? van Edward Albee.
Bij De TV-Beelden 2016 won Derwig de prijs voor beste bijrol voor zijn rol als 'de coach' in Penoza. Voor zijn rol van Gijs van Hall in Bankier van het verzet (2018) kreeg hij opnieuw een Gouden Kalf (beste acteur).
In 2022 won hij het 19e seizoen van De Slimste Mens. In 2025 deed Derwig ter gelegenheid van het 25ste seizoen van De Slimste Mens opnieuw mee aan het televisieprogramma. Dit keer viel hij na twee afleveringen af.

## Privé
Jacob Derwig is getrouwd met Kim van Kooten. Zij leerden elkaar kennen op de set van de televisieserie De acteurs, waarvoor Van Kooten het scenario schreef en waarin zij zelf meespeelde. Ze had een scène bedacht met een opdringerige regisseur, die haar en een andere acteur zou aansporen tot het uitwisselen van ongemakkelijke intimiteiten, gevolgd door een hartstochtelijke zoen. Derwig kreeg de rol van de andere acteur en daardoor was de allereerste zoen van het latere echtpaar onbedoeld gescript en werd die ook op film vastgelegd. Ze hebben samen een zoon, Roman Derwig, en een dochter.

## Filmografie (selectie)
Derwig speelde (hoofd)rollen in onder andere:
- 1994 - Coma - Tycho
- 1996 - De jurk - Koerier
- 1998 - Temmink: The Ultimate Fight - David
- 1998 - De Enclave - Dennis Krol
- 2000 - Bij ons in de Jordaan - jonge Arie
- 2000 - Lek - Patrick
- 2001 - De Acteurs - acteur
- 2002 - Zus & Zo - Nino
- 2003 - Grimm - Jacob
- 2005 - Offers - Harun
- 2008 - Tiramisu - Jacob
- 2010–2011 - In therapie - Paul
- 2012 - Alles is familie - Dick Tasman
- 2013 - Wolf -  reclasseringsambtenaar
- 2013 - Het diner - Paul
- 2013 - Doris - Tim
- 2014 - De Deal - André Wouters
- 2015 - Penoza - De Coach
- 2015 - Publieke Werken - Anijs
- 2017–2020 - Klem - Marius Milner
- 2018 - Bankier van het verzet - Gijs van Hall
- 2019 - Het irritante eiland - Boudewijn
- 2020 - Gemmeker - Mauritz Frankenhuis (gebaseerd op Maurice Frankenhuis) - kortfilm
- 2021 - Follow de SOA - vader Ewoud
- 2021 - Red Light - Eric Savenije
- 2021 - The Spectacular - Frank Maes
- 2021 - BuZa - Laurens Hamming
- 2021 - De Zitting - Fabian Ploch
- 2022 - De Verschrikkelijke Jaren Tachtig - Bert Otjes
- 2023 - Klem - Marius Milner
- 2024 - Krazy House - officier Jansen
- 2025 - Elixer - Juliën Rombauts